# Saint André (marque fromagère)
Pour les articles homonymes, voir Saint-André.
Saint André est une marque commerciale déposée appartenant à Sodiaal International. Elle est exploitée pour identifier commercialement un fromage industriel français de lait pasteurisé de vache fabriqué par sa filiale Compagnie des Fromages & RichesMonts à Pacé dans l'Orne.

## Histoire
La marque et le fromage ont été créés à Villefranche-de-Rouergue dans le département de l'Aveyron par la fromagerie Soulié. C'est le fils du fondateur de la fromagerie qui a choisi la méthode de transformation du lait. À la suite du rachat de la fromagerie Soulié par la Société des fromages en 2003, l'usine de transformation de Villefranche-de-Rouergue a fermé. Une usine à Vire dans le Calvados a pris le relais.

## Présentation
C’est un fromage triple crème à base de lait de vache pasteurisé, à pâte molle à croûte fleurie, de 44 % de matières grasses, d’un poids de 200 grammes, qui se présente sous forme d’un cylindre de 6 cm de diamètre et de 5 cm de hauteur.